# Kalervo Rauhala
Kalervo Juhani Rauhala, né le 19 octobre 1930 à Ylistaro et mort le 21 septembre 2016 à Seinäjoki, est un lutteur finlandais spécialiste de la lutte gréco-romaine.

## Carrière
Kalervo Rauhala participe aux Jeux olympiques d'été de 1952 à Helsinki en lutte gréco-romaine et remporte la médaille d'argent dans la catégorie des poids moyens. Il est aussi médaillé de bronze aux Championnats du monde de lutte 1953 à Naples dans la même catégorie.

## Famille
Il est l'oncle des lutteurs Jukka Rauhala et Pekka Rauhala.